# Cladopelma collator
Cladopelma collator är en tvåvingeart som först beskrevs av Henry Keith Townes, Jr. 1945.  Cladopelma collator ingår i släktet Cladopelma och familjen fjädermyggor. Inga underarter finns listade i Catalogue of Life.